# Coupe de Suède de football 1981-1982
La coupe de Suède de football 1981-1982 est la 27e édition de la coupe de Suède de football, organisée par la Fédération suédoise de football. Le tenant du titre, Kalmar FF, est éliminé en quarts de finale par le Halmstads BK. Halmstad est battu en demi-finale par l'IFK Göteborg, qui remporte ensuite la finale et décroche sa deuxième coupe de Suède.

## Phase finale
|  | Quarts de finale        | Quarts de finale      |              |   | Demi-finales       | Demi-finales       |  |  | Finale             | Finale             |
|  | Quarts de finale        | Quarts de finale      |              |   | Demi-finales       | Demi-finales       |  |  | Finale             | Finale             |
|  |                         |                       |              |   |                    |                    |  |  |                    |                    |
|  | 17 avril 1982, Malmö    | 17 avril 1982, Malmö  |              |   | 12 mai 1982, Växjö | 12 mai 1982, Växjö |  |  | 23 mai 1982, Solna | 23 mai 1982, Solna |
|  | 17 avril 1982, Malmö    | 17 avril 1982, Malmö  |              |   | 12 mai 1982, Växjö | 12 mai 1982, Växjö |  |  | 23 mai 1982, Solna | 23 mai 1982, Solna |
|  | Malmö FF                | 0 (2)                 |              |   | 12 mai 1982, Växjö | 12 mai 1982, Växjö |  |  | 23 mai 1982, Solna | 23 mai 1982, Solna |
|  | Malmö FF                | 0 (2)                 |              |   | 12 mai 1982, Växjö | 12 mai 1982, Växjö |  |  | 23 mai 1982, Solna | 23 mai 1982, Solna |
|  | IS Halmia               | 0 (4)                 |              |   | 12 mai 1982, Växjö | 12 mai 1982, Växjö |  |  | 23 mai 1982, Solna | 23 mai 1982, Solna |
|  | IS Halmia               | 0 (4)                 | Östers IF    | 2 |                    |                    |  |  | 23 mai 1982, Solna | 23 mai 1982, Solna |
|  | 17 avril 1982, Växjö    |                       | Östers IF    | 2 |                    |                    |  |  | 23 mai 1982, Solna | 23 mai 1982, Solna |
|  |                         | IS Halmia             | 0            |   |                    |                    |  |  | 23 mai 1982, Solna | 23 mai 1982, Solna |
|  | Östers IF               | IS Halmia             | 0            | 5 |                    |                    |  |  | 23 mai 1982, Solna | 23 mai 1982, Solna |
|  | Östers IF               |                       |              | 5 |                    |                    |  |  | 23 mai 1982, Solna | 23 mai 1982, Solna |
|  | Grimsås IF              | 0                     |              |   |                    |                    |  |  | 23 mai 1982, Solna | 23 mai 1982, Solna |
|  | Grimsås IF              | 0                     | IFK Göteborg | 3 |                    |                    |  |  |                    |                    |
|  | 17 avril 1982, Halmstad |                       | IFK Göteborg | 3 |                    |                    |  |  |                    |                    |
|  |                         | Östers IF             | 2            |   |                    |                    |  |  |                    |                    |
|  | Halmstads BK            | Östers IF             | 2            | 3 |                    |                    |  |  |                    |                    |
|  | Halmstads BK            | 12 mai 1982, Göteborg |              | 3 |                    |                    |  |  |                    |                    |
|  | Kalmar FF               | 1                     |              |   |                    |                    |  |  |                    |                    |
|  | Kalmar FF               | 1                     | IFK Göteborg | 4 |                    |                    |  |  |                    |                    |
|  | 15 avril 1982, Göteborg |                       | IFK Göteborg | 4 |                    |                    |  |  |                    |                    |
|  |                         | Halmstads BK          | 1            |   |                    |                    |  |  |                    |                    |
|  | IFK Göteborg            | Halmstads BK          | 1            | 5 |                    |                    |  |  |                    |                    |
|  | IFK Göteborg            |                       |              | 5 |                    |                    |  |  |                    |                    |
|  | Norrby IF               | 0                     |              |   |                    |                    |  |  |                    |                    |
|  | Norrby IF               | 0                     |              |   |                    |                    |  |  |                    |                    |

### Quarts de finale
| Date et lieu            | Équipe 1          | Score                | Équipe 2        | Affluence |
| ----------------------- | ----------------- | -------------------- | --------------- | --------- |
| 15 avril 1982, Göteborg | IFK Göteborg (D1) | 5 – 0                | Norrby IF (D4)  | 403       |
| 17 avril 1982, Malmö    | Malmö FF (D1)     | 0 – 0 2 – 4 t. a. b. | IS Halmia (D2)  | 1 624     |
| 17 avril 1982, Halmstad | Halmstads BK (D1) | 3 – 1                | Kalmar FF (D1)  | 1 055     |
| 17 avril 1982, Växjö    | Östers IF (D1)    | 5 – 0                | Grimsås IF (D2) | 369       |

### Demi-finales
| Date et lieu          | Équipe 1          | Score | Équipe 2          | Affluence |
| --------------------- | ----------------- | ----- | ----------------- | --------- |
| 12 mai 1982, Växjö    | Östers IF (D1)    | 2 – 0 | IS Halmia (D2)    | 670       |
| 12 mai 1982, Göteborg | IFK Göteborg (D1) | 4 – 1 | Halmstads BK (D1) | 2 263     |

### Finale
| Date et lieu       | Équipe 1          | Score | Équipe 2       | Affluence |
| ------------------ | ----------------- | ----- | -------------- | --------- |
| 23 mai 1982, Solna | IFK Göteborg (D1) | 3 – 2 | Östers IF (D1) | 13 859    |